# Испания во время Холокоста
Франкистская Испания во время Холокоста сохраняла официальный нейтралитет в отношении Второй мировой войны, но поддерживала тесные политические и экономические связи с нацистской Германией и фашистской Италией. До войны Франсиско Франко пришёл к власти в Испании во главе коалиции фашистских, монархических и консервативных сил в ходе Гражданской войны (1936–1939) при поддержке германской и итальянской военной помощи. Сам Франко испытывал личную симпатию к ряду идей нацистской идеологии, включая антикоммунизм и антисемитизм. В 1940–1941 годах существовала реальная вероятность вступления Испании в альянс с странами Оси. В этот период режим Франко составил реестр евреев, проживавших в Испании, и включил указание на еврейское происхождение в официальные документы. Другие антиеврейские меры, существовавшие ранее, оставались в силе.
Несмотря на то, что Испания не участвовала в планомерном уничтожении евреев, она не смогла защитить подавляющее большинство испанских сефардов, живших в оккупированной нацистами Европе. При этом франкистская Испания служила важным транзитным маршрутом для беженцев, позволив 20 000–35 000 евреям пересечь Испанию по транзитным визам из Вишистской Франции. В послевоенные годы режим Франко культивировал идею о том, что он якобы защищал евреев по всей Европе, чтобы улучшить дипломатические отношения с бывшими странами-союзниками.

## Предыстория
После свержения монархии в 1931 году Испания стала республикой. В 1933 году, когда антисемитизм стал официальной политикой в Германии, еврейские беженцы начали прибывать в Мадрид и Барселону. Там они получали помощь от местных еврейских комитетов на средства Комитета по делам еврейской эмиграции — международной структуры, помогавшей еврейской эмиграции в разные страны (кроме подмандатной Палестины, за которую отвечало Еврейское агентство).
В 1935 году рассматривался проект увеличения иммиграции евреев в Испанию, однако начало Гражданской войны в 1936 году вынудило эвакуировать беженцев. К июлю 1936 года в Испании проживало около 6 тысяч евреев, из которых половина были беженцами. После победы Франсиско Франко и окончания войны почти все беженцы и многие испанские евреи выехали из страны. Оставшиеся были лишены поддержки и легальных механизмов организации общинной жизни.
В Испании существовала небольшая еврейская община, а более значительная — в Испанском Марокко; однако практические ограничения, введённые после Гражданской войны, значительно осложнили жизнь евреям в Испании.

## Роль Испании как транзитной страны
После падения Франции летом 1940 года Испания стала важнейшим маршрутом для бегства еврейских беженцев. Власти требовали наличие португальских виз или забронированных билетов на корабли, а также французских выездных виз. Мужчины призывного возраста могли выезжать только при особом разрешении.
Хотя франкистский режим находился под сильным влиянием Германии, Испания не ввела всеобщих дискриминационных правил, препятствующих бегству. Однако чиновники часто неохотно выдавали транзитные визы. В период с июня 1940 по июль 1942 года число евреев, легально получивших разрешение на проезд через Испанию, могло достигать десятков тысяч.
Тем не менее беженцев, задержанных за нелегальный переход границы, высылали или заключали в концентрационные лагеря, преимущественно в Миранда-де-Эбро. Там интернировали и евреев, и неевреев, перешедших Пиренеи нелегально.

## Испанские консулы и помощь сефардам
Многие сефарды, жившие до Первой мировой войны в Османской империи, имели испанское происхождение и документы. Испанские консулы в Европе получили инструкции защищать права испанских граждан еврейского происхождения, в том числе в отношении аризации собственности, которая должна была происходить под защитой консульств. Консулы в Париже, Афинах, Бухаресте, Софии и других городах старались помогать евреям-сефардам. Среди них упоминаются Бернардо Роллан, Хосе Рохас-и-Морено Конде де Каса Рохас, Хулио Палесия-и-Альварес и Себастьян Ромеро Радигалес.
Эдуардо Проппер де Кальехон, испанский дипломат, за три дня в июне 1940 года выдал значительное количество виз и транзитных виз французским беженцам в Бордо. Он был женат на еврейке и, по-видимому, действовал по собственной инициативе, исходя из того, что испанское консульство не должно выглядеть менее великодушным, чем португальское консульство, где Аристид де Соуза Мендеш выдавал тысячи виз. Точное количество людей, получивших эти документы, неизвестно, а франкистские власти впоследствии уничтожили официальные записи, очевидно пытаясь скрыть его действия; не все получатели были евреями.
Анхель Санс Брис, испанский дипломат в Венгрии, в 1944 году защитил около пяти тысяч венгерских евреев, избавив их от депортации в Освенцим. За свою деятельность по спасению евреев получил прозвище «ангел Будапешта». Когда ему приказали покинуть страну перед наступлением Красной армии, он убедил Джорджо Перласку, итальянского бизнесмена, выдать себя за генерального консула Испании и продолжить его деятельность. Таким образом, считается, что было спасено около 3500 евреев. Стэнли Г. Пейн охарактеризовал действия Санса Бриса как «заметный гуманитарный поступок, безусловно самый выдающийся среди всех представителей испанского правительства во время Второй мировой войны», но сравнивая его со шведским консулом Раулем Валленбергом, заметил, что Санс Брис «мог бы добиться ещё большего, если бы получил больше помощи из Мадрида».
В общей сложности девять испанцев были удостоены звания Праведник народов мира, присуждаемого израильским институтом Яд ва-Шем.

## Давление Германии и ограничения
Под давлением Германии в 1943 году Испания ужесточила правила приёма. Была введена практика, при которой каждая группа евреев, имевших испанское гражданство, могла быть принята только после того, как предыдущая покинула территорию Испании. Это значительно замедляло репатриацию.
В результате 365 испанских евреев из Салоник оказались в концлагере Берген-Бельзен с августа 1943 по март 1944 года, а группа из 155 человек так и не смогла попасть в Испанию вовремя. Всего Испания спасла от репатриации и депортации около 800 евреев-сефардов с испанским гражданством.

## Помощь беженцам без гражданства
Несмотря на ограничения и антисемитские настроения, Испания сыграла важную роль как путь транзита. По оценкам, с июля 1942 по сентябрь 1944 года через Испанию прошли не менее 7500 евреев-беженцев без гражданства или граждан разных стран, направлявшихся в Португалию и другие безопасные места.
Испанские власти терпели работу международных благотворительных организаций — в частности, Джойнт и Американского Красного Креста. В Барселоне и Мадриде действовали представительства, помогавшие в размещении и финансировании эвакуации.

## Оценки историков
Историки отмечают противоречивый характер политики Франсиско Франко. С одной стороны, режим избегал открытого разрыва с нацистской Германией и ограничивал приём беженцев, включая собственных граждан-сефардов. С другой стороны, Испания не участвовала в массовом уничтожении евреев и позволила десяткам тысяч людей спастись через свою территорию.
Пропаганда режима Франко после войны стремилась представить Испанию как защитницу евреев, подчёркивая действия консулов и транзитную роль страны. Однако историки подчёркивают, что реальный масштаб помощи был весьма ограниченным и сопровождался многочисленными уступками требованиям Германии. Пол Престон пишет, что в послевоенные годы «была тщательно сконструирована мифология о том, что режим Франко спас множество евреев от уничтожения», чтобы отвлечь иностранную критику от обвинений в активном сотрудничестве с нацистским режимом. Уже в 1943 году Министерство иностранных дел Испании пришло к выводу, что победа союзников в войне вероятна. Хосе Феликс де Лекерика-и-Эркиса стал министром иностранных дел в 1944 году и вскоре развил «одержимость» значением «еврейской карты» в отношениях с бывшими союзными державами.

## Послевоенные годы
После войны Испания оказалась в дипломатической изоляции. Режим Франко спонсировал публикацию брошюры España y los Judíos (1949), которая недостоверно утверждала, что Франко спас до 50 000 евреев из Франции и Юго-Восточной Европы. Обострение холодной войны привело к улучшению отношений Испании и США в 1953 году, а в 1955 году Испания была впоследствии принята в Организацию Объединённых Наций.
Майкл Алперт отмечает, что «эта пиар-кампания испанского режима оказалась удивительно эффективной, даже в еврейском мире». Например, американский раввин Хаим Липшиц, автор исследования Franco, Spain, the Jews and the Holocaust (1984), был «приглашён в Испанию, обеспечен официальным водителем, гостиницей и подходящим комплектом переведённых документов», хотя и оставался относительно критичным к испанской политике. Испанские государственные архивы не были широко доступны исследователям вплоть до периода перехода к демократии после 1975 года. В 2008 году Испания стала членом Международного альянса памяти о Холокосте.